# Bannière droite d'Alxa
La bannière droite d'Alxa (阿拉善右旗 ; pinyin : Ālāshàn Yòu Qí) est une subdivision administrative de la région autonome de Mongolie-Intérieure en Chine. Elle est placée sous la juridiction de la ligue d'Alxa.

## Démographie
La population de la bannière était de 23 870 habitants en 1999.